# Pequeño punto rojo

Logo "SG50" en conmemoración al Jubileo de Oro de Singapur en 2015, representado como un punto rojo.

Pequeño punto rojo o simplemente Punto Rojo (en inglés: Little Red Dot o Red Dot) es un apodo utilizado frecuentemente en medios de comunicación y conversaciones informales para referirse a la República de Singapur. Se refiere a cómo se representa a dicha nación en muchos mapas de Asia y del mundo como un punto rojo debido a su reducido tamaño. La Ciudad-Estado, que comprende la isla principal de Singapur y todos sus islotes, posee una superficie total de no más de 718.3 kilómetros cuadrados (277.3 millas cuadradas; 177,500 acres) y es, por lo tanto, mucho más pequeña que sus vecinos en el Sudeste Asiático.
El término fue popularizado en 1998 cuando fue empleado por el entonces presidente de Indonesia, Jusuf Habibie, para referirse a Singapur en lo que fue tomado por un gesto despectivo (algo que él negó). Posteriormente, la expresión fue reapropiada por figuras políticas y ciudadanos singapurenses en una forma positiva, exaltando el éxito económico e internacional del país a pesar de sus limitaciones físicas.

## Origen y popularización
El término «pequeño punto rojo» ganó vigencia después de que el presidente de Indonesia Jusuf Habibie criticara a Singapur en un artículo publicado en el Asian Wall Street Journal el 4 de agosto de 1998. Se informó que Habibie había comentado que él no tenía la sensación de que Singapur fuera un país amigo, y había señalado un mapa, diciendo: «está bien para mí, pero hay 211 millones de personas [en Indonesia]. Todo el [área del mapa] verde es Indonesia. Y ese punto rojo es Singapur». El comentario provocó una protesta, ya que fue visto como un descarte a Singapur.
Un año más tarde, el 23 de agosto de 1998, durante una concentración en conmemoración a la independencia de Singapur, el primer ministro Goh Chok Tong, este calificó la reciente crisis financiera asiática como «una gran tragedia», y señaló que la rupia valía solo un quinto de lo que era frente al dólar estadounidense en junio de 1997; el sistema bancario casi se había derrumbado; se esperaba que la economía se contrajera en un 15% en 1998; y que se habían producido disturbios en el país en mayo, dirigidos en su mayoría contra indonesios chinos. Luego declaró: «Singapur ayudará a Indonesia dentro de los límites de nuestra capacidad. Somos una economía pequeña [...] Después de todo, solo somos tres millones de personas. Solo un pequeño punto rojo en el mapa. ¿Dónde está nuestra capacidad para ayudar a 211 millones de personas?».
Reflexionando sobre los comentarios de Habibie en una conferencia el 3 de mayo de 2003, el entonces vice primer ministro y posteriormente primer ministro, Lee Hsien Loong, dijo: «Este [comentario] fue un recordatorio vívido y valioso de que somos muy pequeños y muy vulnerables. El pequeño punto rojo ha entrado en la psique de todos los singapurenses y se ha convertido en una parte permanente de nuestro vocabulario, por lo cual estamos agradecidos».
El 19 de septiembre de 2006, Habibie explicó a los periodistas que lejos de descartar a Singapur en 1998, había querido destacar los logros del país vecino a pesar de su pequeño tamaño. Dijo que había hecho el comentario mientras hablaba con los miembros de un grupo juvenil indonesio y trataba de "darles espíritu". Dijo que les había dicho: "Si miras el mapa del sudeste asiático, tú [Indonesia] eres tan grande y Singapur es solo un punto. Pero si vienes a Singapur, ves gente con visión".